# La Gota que Colma
La Gota que Colma fue un grupo de hip hop afincado en el barrio de Pinomontano (Sevilla, España). Formado por Miguelly San (Miguel Sanz, MC) y Niko (Nicolás Calzada, MC).

## Biografía
Formaron parte del colectivo sevillano La Unión Expresiva. Originalmente el nombre del grupo era "TNT", pero sufrieron el cambio de nombre a La Gota que Colma debido a la existencia de un grupo de pop que con anterioridad había registrado en la SGAE dicho nombre.
La única referencia de este grupo data del año 1998 cuando a través de la compañía discográfica Zeroporsiento lanzan el LP Mordiendo el Micro. En este trabajo cuentan con las colaboraciones de conocidos artistas en la escena hip hop nacional tales como: Zatu, La Mala Rodríguez, Nach y Xpresión (Expresión en Conserva). Un año más tarde, en 1999, colaboraron en un tema del primer LP de SFDK "Siempre Fuertes".
Musicalmente podría definirse su estilo como rap hardcore, letras directas en las que prima la competición y el ego-trip sobre bases musicales oscuras. 
Actualmente Niko cuenta con un LP en solitario titulado Versos de Winstroll. Miguelly San tras un parón musical desde el año 2001, año en el que colaboró en la maqueta de Marco, lanzó el 5 de marzo de 2012 un EP titulado Miguelly San.

## Discografía
- "Mordiendo el micro" (LP) (Zeroporsiento, 1998)

## Discografías en solitario

### Miguelly San
- "Miguelly San" (EP) (independiente, 5 de marzo de 2012)

### Niko
- "Mira chaval" (maqueta) (independiente, 2002)
- "Luchando Por Ser Alguien" (Maxi) (Discos Creador, 2004)
- "Versos de Winstroll" (LP) (2005)
- "Sevilla Players" (Maxi) (2008)

## Colaboraciones
- SFDK "Pánico" (Siempre Fuertes, 1999)
- La Alta Escuela "En Pie de vuelo" (1999)
- SFDK "Desde Sevilla hasta tu ciudad" (Desde los Chiqueros, 2000)